# آن-سوفی پترشون
آن-سوفی پترشون (انگلیسی: Ann-Sofi Pettersson؛ زادهٔ ۱ ژانویهٔ ۱۹۳۲) ژیمناست هنری اهل سوئد بود.